# دانشگاه جوسای
دانشگاه جوسای (城西大学 - Jōsai Daigaku) یک دانشگاه خصوصی در ساکادو، سایتاما، ژاپن است که در سال ۱۹۶۵ تأسیس شد. مدرسه جوسای گاکوئن، بعدها دبیرستان جوسای، در سال ۱۹۱۸ تأسیس شد. شرکت آموزشی دانشگاه جوسای، توسط هفدهمین وزیر دارایی، میکیو میزوتا (۱۹۰۵–۱۹۷۶) تأسیس شد. میزوتا از سال ۱۹۶۰ تا ۱۹۶۲ وزیر دارایی بود و سپس به عنوان اولین رئیس جوسای خدمت کرد. این دانشگاه با یک دانشکده اقتصاد و دانشکده علوم افتتاح شد. موزه هنر میزوتا در سال ۱۹۷۶ افتتاح شد و دانشکده تحصیلات تکمیلی دانشگاه جوسای در سال ۱۹۷۷ تأسیس شد.
شرکت آموزشی دانشگاه جوسای همچنین دانشگاه بین‌المللی جوسای را اداره می‌کند که در سال ۱۹۹۲ تأسیس شد. این دانشگاه با پنج مؤسسه زیر برنامه‌های تبادلی دارد.
- کالج کاموسان، ویکتوریا، بریتیش کلمبیا، کانادا
- دانشگاه تامکانگ، تامسویی، نیو تایپه، تایوان
- دانشگاه دونگسو، بوسان، کره جنوبی
- دانشگاه تونکو عبدالرحمن، پراک، مالزی
- دانشگاه مدیریت و علوم، سلانگور، مالزی

## فارغ التحصیلان قابل توجه
یوکی تاکامیا، دونده مسافت طولانی